# Polyommatus minimus
Polyommatus minimus är en fjärilsart som beskrevs av George Christoffel Alexander Junge 1978. Polyommatus minimus ingår i släktet Polyommatus och familjen juvelvingar. Inga underarter finns listade i Catalogue of Life.